# アムロ・レイ
- ガンダムシリーズ
  - 機動戦士ガンダム > 機動戦士ガンダムの登場人物 地球連邦軍 > アムロ・レイ
  - 機動戦士Ζガンダム > 機動戦士Ζガンダムの登場人物 > アムロ・レイ
  - 機動戦士ガンダム 逆襲のシャア > 機動戦士ガンダム 逆襲のシャアの登場人物 > アムロ・レイ

アムロ・レイ (Amuro Ray) は、ガンダムシリーズに登場する架空の人物。初出のアニメ『機動戦士ガンダム』および劇場アニメ『機動戦士ガンダム 逆襲のシャア』における主人公である。
担当声優は古谷徹。『ガンダムさん』でのみ代永翼。

## デザイン
デザインは、『機動戦士ガンダム』のキャラクターデザイン全般を担当した安彦良和により、7年後を描いた続編の『機動戦士Ζガンダム』も同様である。さらに6年後を描いた『逆襲のシャア』では、同作のキャラクターデザイン全般を担当した北爪宏幸による。
後年の安彦のインタビューによれば、「赤毛の縮れ毛にして、ニンジンのようなキャラクターにしよう」とアイデアを描いたとのこと。また、安彦のイメージでは赤毛で青い瞳の「外国人」であるが、妥協により茶髪で黒い瞳の「日系2世」という設定になったという。安彦が監督を務めた劇場アニメ『ククルス・ドアンの島』では、青い瞳になっている。

## 設定の経緯
『機動戦士ガンダム』の企画案である『フリーダム・ファイター』は、宇宙版『十五少年漂流記』として企画が進められた。企画を立案した日本サンライズ企画室デスク（当時）の飯塚正夫によれば、主人公を設定するに当たり同作のリーダー格であるブリアンやライバルのドニファン（ドノバン）がモデルでは面白みに欠けるため、ブリアンの弟で一時内向的になるジャックを参考にし、それがアムロの原型となった。当時はコンピューターがようやく一般的になり始めた頃であり、そういったハイテクの申し子ならいろいろできるだろうと、ちょっと内向的な少年を主人公に据えたという。
名前は、1978年11月作成の「テレビ・アニメーション企画書 宇宙戦闘団ガンボーイ（仮称）」や安彦によって描かれた初期稿では「本郷東（あずま）」であった。アムロ・レイという名前は総監督の富野喜幸が語呂合わせで1か月かけて考案したものであり、11月以降に富野によって書かれた企画メモでの名前は「テムロ・アムロ」であった。その後の富野による「機動戦士ガンダム設定書・原案」では「アムロ・嶺（レイ）」と表記されており、テレビ放送中に『アニメージュ』に掲載されたインタビューでも富野は「本当は漢字の嶺です」と答えている。一方で、脚本を担当した星山博之は後年のインタビューで、レイは零式艦上戦闘機の「零」であると述べている。

## 設定解説
宇宙世紀0063年11月4日、父テム・レイと母カマリア・レイの一人息子として生まれる。日系人であり（出生地はモンゴリアとも）、生誕から幼少まで過ごした地域は日本の山陰地方（テレビアニメ版設定）、あるいはカナダ・ブリティッシュコロンビア州の太平洋沿岸地域の町プリンスルパート（劇場版設定、ここからアングロサクソン系とする資料もある）、メキシコ北部のロサリトまたは鳥取県（『THE ORIGIN』設定）などがある。ただし本人は地球には住んだことがないと言っている（テレビアニメ第8話）。好物はハンバーガー。趣味は機械いじり。茶色の縮毛が特徴で、続編でも受け継がれている。
0068年に母と離別し父と共に宇宙へ移民。このとき、母ではなく父についていった心境については、富野が後年にアニメ『ファースト・ガンダム』そのもののダイジェスト版として著した小説『密会〜アムロとララァ』において、母を間男にとられながらも何も言えない父に対して「父さんは、情けない男だ……」と感じつつも、同時に自分がついていなければ父親がダメになるだろう、と感じていたという子心があったことが語られている。
宇宙のどこで暮らしていたかは定かではないが、サイドを転々としていたと言われる。『THE ORIGIN』の設定では、父の赴任先であるグラナダ、サイド6、そしてサイド7と転居を繰り返したとされる。
父が仕事で家を空けることが多いため、自宅では1人で過ごすことが多く、コンピューターや機械いじりが好きな内向的傾向を有するものの、連邦の新型MSを開発する技術者としての父の存在のおかげで、“ふつうの少年”としての自尊心をはぐくめていた。内向的性格の表れとして爪を噛む癖が指摘されており、成人した宇宙世紀0087年の時点でもこの癖は直っていない。また、興味のあることには熱中する反面、使用した衣類や食器や本などの身の回りの物を片付けない、女の子（フラウ）が来てもシャツとパンツ姿のままで着替えないなど、興味の無いことには無頓着である。サイド7移民後は、隣家に住んでいた少女フラウ・ボゥとその家族によく面倒を見てもらっているが、内心はそれを“自立を目指す男がこのようなことでは不甲斐ない”と感じていた。また、この時期にペットロボット市販品のハロを自分で改造している。
階級は、テレビ版ではジャブローで曹長に任命される。劇場版ではオデッサ作戦前の時点でセキ技術大佐が「アムロ曹長」と呼んでおり、ジャブローでは少尉に任官される。戦後は大尉に昇進するが、士官学校を卒業していないため、以後は階級が上っていない。
パイロットとして
劇中でサイド7でのMSの戦闘で当時民間人だったアムロが、偶然にも父親が開発したガンダムに乗り込みザクを2機破壊したのが最初の戦果である。その後はガンダムを愛機として駆り、多くの強敵たちと渡り合う。ニュータイプとしての覚醒以降その卓越した能力はなお加速し、自身の機体の性能が相手に比べ劣っても、その技量で圧倒するなどシリーズを通して超人的な戦果を挙げる。初期ではザクのマシンガンにかなり被弾しているが、ガンダムの装甲に助けられ難を逃れており、またガンダムに搭載された教育型コンピューターの助けを得て段階的に成長出来る環境にあった。それでもその技量は他のホワイトベースのパイロットの中でも抜群であり、不慣れなガンキャノンに搭乗した際もランバ・ラルのグフを圧倒し退けている。さらに、シャアから最強の戦士と評価される。
また、アムロはニュータイプとしてはオールドタイプ的感性を持っていることを、富野は『月刊マガジン』のインタビューで語っている。「カミーユに比べてアムロは学習できないため、オールドタイプとして死んでいくしかない」ともコメントしている。
富野監督は「アムロは戦闘者として成長しすぎてしまったことのよしあしはともかく、人間的にも成長する機会がありましたが、カミーユにはそれさえ許されていなかった。」という評価を下した。

## 劇中での活躍
ガンダムシリーズには多数の派生作品があり、いくつかの諸説や異同があるが、ここでは特に断りのない限りテレビアニメ『機動戦士ガンダム』『機動戦士Ζガンダム』、アニメーション映画『機動戦士ガンダム 逆襲のシャア』『機動戦士ガンダム 閃光のハサウェイ』及びOVA『機動戦士ガンダムUC』における事蹟を基準に記す。

### 一年戦争後期
ガンダムとの出会い
15〜16歳。サイド7内の高校に通い、毎日のように自室で下着姿でパソコンやメカ弄りをしていた。
宇宙世紀0079年9月18日、地球連邦軍の新造艦ホワイトベースを追ってジオン公国軍のムサイ級巡洋艦「ファルメル」が周辺空域に侵入、ザクIIによるコロニー内への強襲に遭遇する。彼は、避難の最中に「V作戦」の極秘ファイル（ガンダムの操縦マニュアル）を偶然入手し、アイドリング状態だったガンダムに乗り込み起動。強襲を仕掛けてきたザクIIを初陣にして2機撃破する。なお、この戦闘が歴史上初の実戦におけるモビルスーツ (MS) 同士の対戦であった。父のテムはこの戦闘で宇宙空間に放り出され行方不明となる。
その後は民間人でありつつもホワイトベース (WB) の乗組員としてガンダムに搭乗し、WBの地球降下を阻止すべく執拗につけまわす公国軍のエース・パイロットにして、以後宿命のライバルとして戦い続けることとなるシャア・アズナブルの追撃を払いのける日々が始まる。この頃はまともにガンダムを操れたのはアムロのみであることから、いつしか地球連邦軍の正規パイロットのように扱われるようになる。地球降下前まではアムロ本人もまんざらではなく、嬉々としてガンダムの凄さをクルーに語ったりもしている（テレビアニメ版では、まだ当時のロボットアニメ主流の熱血主人公の片鱗が見え隠れしていた）。
戦場からの逃亡
しかし地球降下以後、「生き残る」という以外に戦う意義を見出せぬまま、アムロの精神はやがて疲弊していく。ガルマの執拗な追撃をなんとか退けるものの、自分を戦争の駒のように扱う2代目WB艦長のブライト・ノアとはたびたび衝突し、唯一のアイデンティティとなっていた「ガンダムのパイロット」の地位さえ、ブライトの「リュウに任せよう」という発言から脅かされることとなる。これを偶然聞いてしまったアムロは脱走を決意し、ガンダムに乗って砂漠の大地に消えていく。
脱走中、砂漠の町のレストランに立ち寄ったところ、偶然ジオン公国の軍人ランバ・ラルと出会う。ラルの愛人であるクラウレ・ハモンとともに大変気に入られるが、敵同士であるがゆえに戦場で再会、対峙することになる。ラルの駆るグフを退けるものの、勝てたのは腕ではなくモビルスーツの性能のおかげだと指摘され、初めて「あの人に勝ちたい」と、パイロットとして「生き残る」以外の意味を見いだす。
その後、アムロの目の前で軍人として殉じたランバ・ラルの姿は、敵ながらにして越えねばならぬ父親のような存在としてそびえ立ち、大きな影響を与えることとなる。そして、ラルの仇を討つためにホワイトベースに特攻を仕掛けたハモンと、彼女の攻撃を身を挺して防いだリュウの死が、アムロの中に生きる意味を問いかけることとなる。
ニュータイプへの覚醒
ラルや黒い三連星など、数々のジオンの戦士との死闘を経て、ホワイトベースの物資を補給する連邦士官マチルダ・アジャンから「エスパーかも」とも評されたアムロは、いつしかニュータイプとしての覚醒を見せ始め、ジャブローではジャブローの攻防でふたたびびあいまみえたシャアと互角以上の戦いを演じる。ふたたび宇宙に上がってからも、ドレン大尉率いるキャメル・パトロール艦隊のムサイ3隻を撃沈し、コンスコン機動艦隊との交戦では、敵艦隊擁する12機のリック・ドムのうち9機を3分で撃破するうえに、コンスコンの乗る旗艦チベまでも撃沈して見せる。それ以降もアムロのニュータイプ能力は拡大し続け、ソロモン攻略戦など、幾多の戦闘で大きな戦果を挙げる。公国軍からは、“赤い彗星”シャアと対比して連邦の白いヤツ（バンダイのゲーム作品では白い悪魔、書籍『機動戦士ガンダム 戦略戦術大図鑑』やバンプレストのゲーム作品では白き流星）と恐れられるようになる。
アムロの成長にともない、その超人的な反応速度に対応しきれなくなったガンダムは、マグネット・コーティングを施される。このとき、技術者モスク・ハンの「生き延びて、いいデータを持ち帰ってくれ」という自分勝手な応援の言葉を「これだから人の本音は聞きたくない」と苦笑しながら受け流しており、人間としての成長が窺える。その頃にはシャアのゲルググを、通常のパイロットではありえない距離（ララァさえも、実験の際にはかなりの苦痛を伴った距離）から正確に狙撃する鬼神のごとき働きを見せる。
ララァとの出会いと別れ
中立コロニーで偶然にめぐりあった不可思議な印象を伴った少女 ララァ・スンに惹かれたアムロは、戦場での敵同士としての再会の中でニュータイプ同士としての精神の交感を体験する。しかし、その最中に襲い掛かるシャアに反撃した際、シャアを庇ったララァを戦死させてしまう。
シャアとの決戦と仲間たちのもとへの生還
最終決戦となったア・バオア・クー攻略戦でシャアの駆るジオングと交戦、両者は相打ち（ジオングは撃破、ガンダムはAパーツの頭部と両腕、Bパーツの右脚を失う大破）となり、ガンダムは破壊されるものの最終的にホワイトベースの仲間たちとの交感と再会を経て、一年戦争を生き抜く。
スマートフォンゲームアプリ『機動戦士ガンダム U.C. ENGAGE』のイベント「アムロシャアモード」では、WBのクルーを乗せたランチがSOSを発信し続けるなか、アムロがブルーム隊のサラミス級巡洋艦を見つけ収容される。サラミス級は味方の救助を続けるが、アムロはひと足先にシャトルでルナツーへ向かい治療や検査を受けたあと、ジャブローに降下し、高官たちと会談する。これは表向きは「英雄」としての丁重な扱いとしているが、実際にはアムロを危険視する高官たちによる指示であった。なお、ルナツー到着前の階級は「少尉」と呼ばれるが、その後は「大尉」と呼ばれている。

### 一年戦争終結後
軟禁された英雄
一年戦争後は英雄的扱いを受け、彼に注目した多くのジャーナリストから「ニュータイプとは何か?」と取材を受けることになるが、彼の発言は大衆にとって抽象的で難解なものとして理解されなかったといわれる。やがて北アメリカのシャイアン基地に勤務。しかし、地球連邦政府のニュータイプを危険視する思惑から事実上の軟禁状態に置かれ、彼もララァを死に至らしめたことの後悔を引きずって鬱屈した生活を送る。
「アムロシャアモード」では、0081年に日本で新型MSの試験運用およびMS操縦教官の任に就く。鳥居がある海岸でムラサメ研究所の所員が見守るなか、当時の最新技術であるムーバブル・フレームおよび全天周囲モニター・リニアシートを備えたMS（外観はジム・コマンド）に搭乗し、模擬戦をおこない勝利する。ナミカー・コーネルら所員は、現役を退いても高い能力を示すアムロを危険と判断。北米のシャイアン基地への転属が決定する。また、『Ζ』でエマ・シーンが語っていた邂逅が詳細に描かれた。その後、シャアがクワトロ・バジーナとしてエゥーゴに参画し、強襲巡洋艦アーガマのクルーとして行動し始めたことや、ガンダムMk-IIの強奪により宇宙に動きがあったことを察知している。
『THE ORIGIN』では機密保持やニュータイプ研究のため隔離状態にあったが、0082年には監視兼護衛付きではあるものの行動の自由が許されている。出雲の旅行でハヤトからフラウとの結婚を打ち明けられたあと、自分たちにとってすべての始まりの場所であるサイド7復興に加わる意志を示す。

### グリプス戦役
地球へ残留
宇宙世紀0087年、23歳。かつてのガールフレンドでありハヤトの妻になっていたフラウと再会し、カツ・コバヤシに説得され共に監視を抜け出す。空港で輸送機を奪ってエゥーゴの支援組織カラバに合流し、シャア（クワトロ）と7年振りの再会を果たす。
シャアからは宇宙に上がり共闘することを薦められたが、無重力の感覚への恐怖を理由に固辞している。その際、「ララァと再び会うのが怖いのか」と胸中を看破され、一年戦争時代に負ったトラウマを克服できていない自身の精神的な脆さを否定できず、ハヤトらと共に地上に留まる。
また、自分より若いカミーユにガンダムMk-IIを使わせていることや、それを容認する周囲の人間たちに「不甲斐ない自分への当てつけ」といった感情を少なからず感じていたようである。
エゥーゴへの参加
しかし、昔の自分を思い出させるカミーユ・ビダンや、ベルトーチカ・イルマに刺激され、再びMSで戦うことを決意すると、7年のブランクを感じさせない卓越した操縦技術でエゥーゴを援助。宇宙に上がったアポリー・ベイ中尉が残したリック・ディアスでカミーユを指導しながらアッシマーを撃墜したのを皮切りに、その後はリック・ディアスを改修したディジェを駆って、キリマンジャロ攻略戦やダカールでの戦い、ニューギニア基地攻略などで活躍した。
この時は対峙する敵が同じということもあり、シャアと共闘関係となり、内心思う所はあるにしろ、シャアとアムロの人間関係は良好で、ニュータイプ同士であることもあり、それなりに信頼関係も構築されていた。一方で、カミーユと強化人間であるフォウ・ムラサメの関係について、シャアと共にかつてのララァとの悲劇が再現される事を予感していながらも、それを防ぐ事ができなかった事に激しく後悔している。
なお、一年戦争時には一人称が「僕」であったが、この頃から「俺」に変化している。ブライトに対しても一年戦争時は上官として従う立場であったが、これ以降は対等な立場として接している。
設定上での諸説
雑誌企画『ガンダム・センチネル』の設定では、グリプス戦役終盤にアウドムラの第18飛行部隊の隊長として、パーソナルカラーに塗装されたΖプラスに搭乗したといわれている。また、アトラクション『ガンダム新体験 グリーンダイバーズ』や3DCGアニメ『GUNDAM EVOLVE../9 MSZ-006 Ζ-GUNDAM』では、戦争終結前後に確認されたΖガンダム3号機のテストパイロットの1人で、「ホワイト・ユニコーン」のコードネームで呼ばれる人物とする説も存在する（漫画『機動戦士Ζガンダム デイアフタートゥモロー ―カイ・シデンのレポートより―』ではアムロがΖガンダム3号機に搭乗する様子が描かれた）。

### 第一次ネオ・ジオン抗争
第一次ネオ・ジオン抗争を描いた『機動戦士ガンダムΖΖ』においてはまったく姿を見せていないが、アーガマが地上に降りた際のブライトとハヤト・コバヤシとの会話から、この時すでに宇宙に上がっていたことが語られる。
「アムロシャアモード」では、ジュドー・アーシタらがアクシズに潜入した頃に、ハヤトとの会話の中で宇宙に戻る考えがあることを述べている。その後、ネオ・ジオンによるコロニー落としからジュドーとハマーン・カーンの最終決戦前の間の時期にシャトルで宇宙に上がり、ロンド・ベル隊の一員としてラー・ザイムに乗艦。用意されていたリック・ディジェに搭乗し、ジムIIを率いた小隊でレジスタンスのザクIII 2機を殲滅する。なお、小説版『逆襲のシャア』や後述の『ムーンガンダム』と異なり、0092年のシャアのスウィートウォーター占拠までジェダではなくリック・ディジェ（「改」でもない）に乗り続けている。

### 第二次ネオ・ジオン抗争以前
アムロは外郭新興部隊「ロンド・ベル」の組織作りに奔走する。ロンド・ベル設立後はそのMS部隊隊長の任に就いて、シャアの動向を探るため地球圏各所の調査を行っている。
この時期のアムロを取り扱った作品は複数あるが、それぞれで描写が異なる。
漫画『機動戦士VS伝説巨神 逆襲のギガンティス』
ロンド・ベルの設立を含めた地球圏での活動は自身の影武者に任せ、アムロ本人は宇宙世紀0091年には、片道2年の歳月をかけて木星へ部下と共にと訪れている。木星に居住していたジュドー・アーシタと共にメガゼータに乗り込み、巨大人型ロボット「伝説巨神」の調査を行う中、同じく調査のため木星を訪れていたシャア、そして巨神を目覚めさせるキーとして連れられてきたミネバ・ザビと出会う。
漫画『機動戦士ムーンガンダム』

### 第二次ネオ・ジオン抗争
ネオ・ジオンとの戦い
29歳。地球連邦軍大尉。アムロとて一部のエリートが地球から宇宙のスペースノイドを支配・管理している独善を決してよしとしているわけではなかったが、彼には内部改革の夢があり人類の叡智も信じてもいた。それが、アムロを地球連邦軍に留まらせている理由だった。ときに宇宙世紀0093年、アムロはロンド・ベルのMS隊隊長として、リ・ガズィやνガンダムを駆り、ブライトらと共に、シャア率いるネオ・ジオンとの最後の戦いを挑む。
第二次ネオ・ジオン抗争が勃発した宇宙世紀0093年3月4日、地球連邦軍本部があるチベットのラサに向け小惑星5thルナの落下を目論むネオ・ジオンを阻止するためにリ・ガズィに搭乗して戦闘に参加。ヤクト・ドーガを駆るギュネイ・ガスを退けるのには成功したものの、サザビーで出撃してきたシャアには圧倒された上に、落下阻止限界点を越えてしまい、5thルナを巡る攻防は惨敗に終わる。その後、いまだフォン・ブラウン市の工場で開発中であったνガンダムを半ば強引に受領し、シャアとの決戦に備える。
その後、サイド1のロンデニオンでハサウェイ・ノア、クェスと共にドライブをしている時に、乗馬していたシャアと遭遇。シャアに掴みかかり取っ組み合いになった後、銃で狙撃しようとするも、クェスに邪魔をされギュネイがホビー・ハイザックで救援に来たために逃げられる。
シャアとの最終決戦
アクシズ落としを目論むシャアの動きを看破したアムロたちロンド・ベル隊は、アクシズへ急行する。宇宙世紀0093年3月12日、アクシズの防衛ラインを単機で突破し、シャアとの決戦では、サザビーとのMS戦だけではなく生身での白兵戦や舌戦も交えた激戦を繰り広げた。
ふたたびMSに搭乗して全ての武装を使い果たした後も、ガンダムの格闘攻撃でサザビーを圧倒し、これによってサザビーからシャアの乗る脱出ポッドが放出される。その時、ブライトたちが行った落下阻止のためのアクシズ分断作戦が裏目に出て、片割れがそのまま地球への落下を開始する。アムロはシャアを逃がすまいと脱出ポッドを捕まえるが、シャアに「ブライトたちが行った作戦のおかげで、アクシズ落下という目的を果たせる」と、高々と勝利宣告をされる。
これに怒ったアムロは、地球へ落下していくアクシズの片割れを、シャアの脱出ポッドを保持したまま単機で「たかが石ころ一つ、ガンダムで押し返してやる。νガンダム（の能力）は伊達じゃない」と抵抗する。
シャアと共に生死不明
「地球の重力に魂を縛られた人々」に絶望し、大罪を犯してまで人類を次のステージ、いわゆるニュータイプに上げようとしたシャアに対し、アムロは愚直なまでに人類の可能性を信じた。アクシズ落下を防ごうとするアムロの行動を見た他のMSのパイロットも、連邦、ネオ・ジオンを問わず加勢し、小惑星・アクシズの軌道を逸らすことを試みる。
空力加熱でオーバーロードを起こして爆散する機体も出る中、アムロの叫びと共にサイコフレームによって増幅された光に包まれ、生き残ったMS群はアクシズから乖離し、ついにアクシズの軌道は地球への落下コースから逸れていく。しかし、同時にアムロとνガンダム、そしてシャアは閃光に包まれ、行方不明となる。その後、MIA（消息不明、連邦の公式記録には実質的に死亡扱い）となる。
チェーン・アギとは恋仲とされるも『逆襲のシャア』では直接的な描写はなかったが、「アムロシャアモード」では最後の出撃前にキスシーンが描かれ、アクシズ落下阻止の最後の場面でも彼女の名をつぶやいている。

### その後

#### ラプラス事変
宇宙世紀0096には、ネオ・ジオングのコックピットに現れたシャアの像に対して、アムロ、ララァのものとおぼしき像が迎えにいくかのような描写が存在している。

#### マフティー動乱
宇宙世紀0105年において、地球連邦政府の粛正を掲げる秘密結社マフティー所有の機動兵器Ξガンダムにはアムロ・レイが最後に使用したガンダムであるνを引き継ぐ意図で “ξ”（Ξ） の文字が冠されている。また、そのパイロットである秘密結社の主導者マフティー・ナビーユ・エリンことハサウェイ・ノアは初めてΞガンダムに乗り込んだ後、機体や武装ごと格納しているカーゴ・ピサがペーネロペーの狙撃を受けた際に「身構えている時には、死神は来ないものだ。ハサウェイ」と語るアムロの声が突然聞こえたことに対し、息を呑む一幕が存在する。

## その他の活躍
アムロ・レイ本人は登場しないが、宇宙世紀0110年、サナリィにおいてガンダムF90が開発され、その1号機にはアムロの戦闘データがプログラムされた疑似人格コンピューター "TYPE A.R" が搭載されている。これはパイロットの行動を確実にサポートし、時にはパイロットの行動を先読みして独自の判断で動くこともあるという。そしてF90をテストベッドとした実験は、宇宙世紀0122年までの長きにわたり繰り返されている。
このほか、影武者や戦闘データをコピーしたものが登場する作品がある。
漫画『機動戦士ゼータガンダム1/2』
カラバ所属のアムロ・レイの影武者が登場する。地球環境学を専攻する女性で、本名は不明。戦局に影響を与える本物のアムロの居場所を撹乱し、ティターンズを牽制するため、彼女を含めて数名の影武者がいたとされる。
漫画『機動戦士クロスボーン・ガンダム スカルハート』
木星帝国残党にガンダムのコア・ファイターのデータが盗まれ、一年戦争時代のアムロの戦闘データをコピーしたバイオ脳が駆るMS「アマクサ」が造られるというエピソードが描かれる。このMSは「ジュピター・ガンダム」と呼ばれ、トビア・アロナクス、グレイ・ストークら歴戦のニュータイプたちを圧倒するが、死闘の末に撃破される。バイオ脳は脱出して宇宙を漂うが、崩壊する基地内に閉じ込められたトビアに遠隔で脱出の経路を伝えたあとに死滅する。
GUNDAM FACTORY YOKOHAMA
アムロの記憶が宿ったサイコフレームがRX-78F00ガンダムにオリジナルAIとして搭載されているという設定になっている
GUNDAM NEXT FUTURE PAVILION
RX-78F00/Eガンダムの操縦者としてアムロのAIが登場する。

## 小説版での相違
『機動戦士ガンダム』
富野由悠季著の小説版『機動戦士ガンダム』では設定が大幅に異なっている。民間人ではなく連邦軍の曹長で、教導班において教官のラルフ中尉にビンタでしごかれるパイロット候補生。のち中尉に昇進する。年齢はUC0080で二十歳。リュウやカイ、ハヤトらは同期である。セイラ・マスとは夜を共にする仲となる。テレビ版よりも大幅に大人びた精神を持つが、奥手で不器用なところもある。乗機のガンダムはテキサスにて大破し、ガンダム三号機「G3」に乗り換える。
作品終盤にシャアから協力してザビ家を討つことを打診され、それを理解した瞬間、シャアの部隊に属していたルロイ・ギリアム中尉のリック・ドムに誤射・撃墜され、戦死してしまう。しかしアムロの意思は多くの人間の精神を刺激し、大戦終結のきっかけとなる。ただし、この作品が『機動戦士Ζガンダム』以降の作品を否定するものではないと富野によって述べられてもいる。実際に、富野も角川スニーカー文庫から再版する際に、続編との辻褄を合わせるためにアムロとハヤトを殺さない内容に改稿を試みたものの、過去の自分を否定する行為であるとして結局断念したとのことである。
『機動戦士ガンダムΖΖ』
小説版『機動戦士ガンダムΖΖ』（著作は遠藤明範）では、ストーリー中盤にアムロが登場し、シュツルム・ディアスに乗り、ジュドー・アーシタが宇宙へ上がるのを助けている。最初はアムロを「つまらない大人の1人」だと感じていたジュドーであったが、別れの際には、カミーユと初めて会った時と同じような「宇宙のビジョン」を、アムロの中に見ている。アムロとしては「自分の心（気配）を殺すこと」で生き延びて来たが政治的な面は若いジュドーには納得出来ず「力がありながらカミーユの様に戦わず何故陰にいる？」と言う事を不服とし「それならば、貴方（あなた）が戦えば良いでしょう」と普段は目上だろうが無作法なジュドーですら敬語で接する程の敬意は払っていたが『一年戦争の英雄』としては幻滅していた。共闘した経緯から「恐怖から宇宙（そら）に上がれず弟同然のカミーユを守ってやれなかった」事も悔いている。しかし少年時代のままとは行かずとも自身の信念は失っておらずジュドー達に託しながら「後（始末）は（自分含めた）大人達の仕事だ」と語っておりブライト・ノアも「アムロも大人（の身勝手さ）を呪って戦っていた」事を痛切に感じていた。
また、この作品ではアムロは「自分が宇宙へ上がる時はシャアと決着を付ける時」と発言している。なお、ダカール戦後のサイコガンダムMk.IIとの戦いでは彼が止めを刺している。最終的にジュドー・アーシタから「ニュータイプ＝アムロ・レイ」と言う評価を得た。
『機動戦士ガンダム 逆襲のシャア ベルトーチカ・チルドレン』
劇場版『機動戦士ガンダム 逆襲のシャア』のシナリオ第一稿をベースにした角川文庫小説『機動戦士ガンダム 逆襲のシャア ベルトーチカ・チルドレン』においては、ベルトーチカとの関係が続いており（アニメージュ文庫小説『機動戦士ガンダム 逆襲のシャア』では別れていることが語られている）、彼女のお腹の中にはアムロとの子どもが宿っている。
『ガンダム映画化委員会』とも言うべきインベスター(出資者）側の「映画でアムロの結婚した姿を見たくない」という意見と「映画のヒーローは素敵に恋をし、冒険しなければならない、ガンダムはロボット物なのでその主人公が誰かの所有物になって『生活』をしたのでは見る必要がない」という著者の考えを反映した結果、シナリオは現在のものに差し替えられている。

## 搭乗機
機動戦士ガンダム
- RX-78-2 ガンダム
  - コア・ファイター
  - ガンダムMAモード
  - Gブル（コアブロックでの操縦を担当）
  - Gスカイ

- RX-75 ガンタンク （一時的に搭乗）
- RX-77 ガンキャノン （一時的に搭乗）

機動戦士Ζガンダム
- 軽飛行機（エジレイ EA-7 オプティカに似た機体）
- 輸送機
- RMS-099 リック・ディアス
- MSK-008 ディジェ（劇場版は未登場）

機動戦士ガンダム 逆襲のシャア
- RGZ-91 リ・ガズィ
- RX-93 νガンダム

### 外伝作品
機動戦士ガンダム（小説版）
- RX-78-3 G-3ガンダム

機動戦士Ζガンダム（小説版）
- 手作りの飛行機（通勤に使っていたものだが機種は不明）

機動戦士ガンダム THE ORIGIN（漫画版）
- RGM-79 ジム （一時的に搭乗）

サンライズ英雄譚2
- RX-178 ガンダムMk-II(アムロ専用）

機動戦士Ζガンダム Define
- MSZ-000 零式(アムロ専用）

ガンダム・センチネル（設定のみ）
- MSZ-006A1 ΖプラスA1型 （ブルー塗装→オレンジ塗装）

ガンダム新体験 グリーンダイバーズ
- MSZ-006-3 Ζガンダム3号機

GUNDAM EVOLVE../9 MSZ-006 Ζ-GUNDAM
- MSZ-006-3A Ζガンダム3号機A型 "ホワイト・ゼータ"

ガンダムトライエイジ BUILD MS
- KRX-001 フルバースト・サイコ・ガンダム

機動戦士ガンダムΖΖ（小説版）
- RMS-099S シュツルム・ディアス

ROBOT魂 (Ka signature)
- アムロ・レイ専用ディジェ

機動戦士VS伝説巨神 逆襲のギガンティス
- MSΖ-009M メガゼータ

機動戦士ムーンガンダム
- MSK-008R リック・ディジェ
- MSK-008R リック・ディジェ改
- RGM-88X ジェダ

機動戦士ガンダム ハイ・ストリーマー
- RGM-88X ジェダ

機動戦士ガンダム 逆襲のシャア ベルトーチカ・チルドレン
- RX-93-ν2 Hi-νガンダム
- RGM-89 ジェガン

実物大νガンダム立像（PV）
- RX-93ff νガンダム

### 未搭乗の専用機
機動戦士ガンダム0080 ポケットの中の戦争
- RX-78NT-1 ガンダムNT-1 アレックス

機動戦士ガンダム CROSS DIMENSION 0079
- RX-78XX ピクシー

機動戦士ガンダム 逆襲のシャア MSV
- RGZ-91B リ・ガズィ・カスタム

### パーソナル・マーク
アムロの専用機に描かれるパーソナル・マークは、『逆襲のシャア』のνガンダムよりイニシャルの "A" をモチーフとしたもの（左肩）、およびこれとユニコーンの頭部を組み合わせたもの（シールド）が設定され、前者は『ガンダム・センチネル』のΖプラスなどにも（作中の時系列的には前だが）踏襲されている。また、Ζプラスの左肩に「Aタイプ」の意として描かれていたものを、アムロが気に入って自分のものにしたことを示唆する資料もある。一方で「アムロシャアモード」では、ふたたび宇宙に上がった直後に専用機として配備されたリック・ディジェの前部スカートに描かれた "A" マークを見て、自分にこのイニシャルが書かれた服を着たことがあるかと自問する場面がある。

## 搭乗艦
機動戦士ガンダム
- ホワイトベース

機動戦士ガンダム（小説版）
- ペガサスJ

機動戦士Ζガンダム
- アウドムラ

機動戦士ガンダム ハイ・ストリーマー,  U.C. ENGAGE，機動戦士ムーンガンダム
- ラー・ザイム

機動戦士ガンダム 逆襲のシャア
- ラー・カイラム

## 古谷徹について
古谷は『機動戦士ガンダム』の音響監督だった松浦典良の薦めでオーディションを受けた。内向的な少年を演じることについては、キャラクターへの共感だけでなく、アニメ『巨人の星』以来、熱血キャラの演技を求められ続ける状況を打破するためにもチャンスと考えたこと、そしてお手本がいないために役作りに苦労したことなど、当時のエピソードを多くのインタビューで語っている。アムロとしての最初のセリフが「ハロ 今日も元気だね」だが、それで自分が演じるアムロが決まるのではないかと思ってすごく考えたとインタビューで答えている。
続編の『Ζガンダム』や『逆襲のシャア』でも、古谷は成長したアムロを演じている。『逆襲のシャア』上映に合わせて放送されたテレビ特番では、古谷は同作のアムロを「大人として成長したアムロ」ということで「アダルトアムロ」と呼び、これを演じることを当初は難しいと感じたが、劇中のアムロと自分の実年齢が近くなったので、今の自分を重ねる感じで演じるとうまくいったという。ただし、戦闘のシーンでは少年の頃のアムロの声に戻ってしまったとも語っている。

## その他
- 劇場版『機動戦士ガンダム 閃光のハサウェイ』の劇場公開間近の2021年4月22日には、上記の女性遍歴を文春オンラインにネタにされ、「もしもガンダム世界に文藝春秋があったら——『元ホワイトベース隊のエース アムロ・レイ大尉 女遍歴の背後にうごめく思惑』という記事が公開されている[41]。

## 評価
『愛と戦いのロボット 完全保存版』で発表されたアンケート「みんなで選ぶロボットアニメーションベスト100」では、「一番カッコイイヒーローは？」で第1位にランクインした。